# 势增十三
大熊座46，又名BD+34 2181，HD 94600、SAO 62314、HR 4258，是大熊座的一颗恒星，视星等为5.03，位于銀經191.47，銀緯64.32，其B1900.0坐标为赤經10h 50m 12.1s，赤緯+34° 64.32′ 27″。